# ارزن جنگلی انبوه
ارزن جنگلی انبوه، علف جنگلی انبوه (نام علمی: Oplismenus compositus) نام یک گونه از سرده ارزن جنگلی است.